# Вишњове (Ново Место на Ваху)
Вишњове (слч. Višňové) насељено је мјесто са административним статусом сеоске општине (слч. obec) у округу Ново Место на Ваху, у Тренчинском крају, Словачка Република.

## Становништво
| Година:    | 1994. | 2004. | 2014.    | 2024.   |
| ---------- | ----- | ----- | -------- | ------- |
| Број људи: | 200   | 196   | 171      | 161     |
| Разлика:   |       | -2 %  | -12,75 % | -5,84 % |

| Година:    | 2023. | 2024.   |
| ---------- | ----- | ------- |
| Број људи: | 162   | 161     |
| Разлика:   |       | -0,61 % |

Према подацима о броју становника из 2024. године насеље је имало 161 становника.